# Sidskogen
Sidskogen är en by i den västra delen av Järvsö socken i Ljusdals kommun, Hälsingland.
Sidskogen ligger i ett finnmarksområde och förbinds bland annat via länsväg X 690 med Fluren samt Simeå, den senare vid riksväg 83 i Ljusnadalen.
På Sidskogens dansbana anordnas traditionellt en dans under sommaren av Skogens bygdegårdsförening. Det sker helgen efter midsommar, som är byns danshelg. Helgen inleds med barndisco på fredagen och på lördagen blir det mogendans till dansband.
Andra årliga evenemang är Skogens dag med kolbullar och musik på dansbanan måndag v 29, och surfiskkväll i slutet av augusti. 
Sommaren 2010 anordnades den första av flera viskvällar på Sidskogens dansbana; en kväll fylld med musik, allsång, fika och en årlig stor gäst. 2010 var den stora gästen Bengan Janson, 2011 Lill-Babs och 2012 gästades Sidskogen av Evert Ljusberg. Ytterligare gästartister har varit Janne Krantz (2013), Östen Eriksson (2014), Jeja Sundström (2015).
Sidskogssjön ligger sydväst om byn.